# Joeropsis vibicaria
Joeropsis vibicaria är en kräftdjursart som beskrevs av Barnard 1965. Joeropsis vibicaria ingår i släktet Joeropsis och familjen Joeropsididae. Inga underarter finns listade i Catalogue of Life.